# ミハイル・スチフーニン
ミハイル・スチフーニン（フランス語: Michail Stifunin, ロシア語: Михаил Стифунин, ラテン翻字：Mikhail Stifunin, 1978年8月4日 - ）は、ロシアモスクワ出身の男性フィギュアスケートアイスダンス選手。1997年世界ジュニア選手権優勝。パートナーはニーナ・ウラノワとマガリ・サウリ。

## 経歴
ロシアのモスクワに生まれ、3歳のころにスケートを始めた。ロリータ・マスケとのカップルを経て、ニーナ・ウラノワとカップルを結成し、1996-1997年シーズンの世界ジュニア選手権では優勝を果たした。翌1997-1998年シーズンよりシニアクラスにも参戦したが、世界選手権にも欧州選手権にも出場することはなく、1998-1999年シーズンをもってニーナ・ウラノワとのカップルを解散した。
その後、フランスに渡りマガリ・サウリと新たにカップルを結成し、フランス所属となる。2000-2001年シーズンにはフランス代表として2001年世界選手権にも出場を果たしたが、2001-2002年シーズンを最後に解散。

## 主な戦績
- 1998-99までニーナ・ウラノワとのカップル。
- 1999-00以降はマガリ・サウリとのカップル。

| 大会/年            | 1995-96 | 1996-97 | 1997-98 | 1998-99 | 1999-00 | 2000-01 | 2001-02 |
| ------------------ | ------- | ------- | ------- | ------- | ------- | ------- | ------- |
| 世界選手権         |         |         |         |         |         | 18      |         |
| GPスケートアメリカ |         |         |         |         |         |         | 7       |
| GPスパルカッセン杯 |         |         |         |         |         | 7       |         |
| GPロシア杯         |         |         |         |         |         |         | 6       |
| ユニバーシアード   |         | 2       |         | 2       |         |         |         |
| ネーベルホルン杯   |         |         | 2       | 1       |         | 2       |         |
| スケートイスラエル |         |         | 3       | 2       |         |         |         |
| ゴールデンスピン   |         |         |         | 2       | 5       |         |         |
| 世界Jr.選手権      | 5       | 1       |         |         |         |         |         |